# Cantón de Thouars-2
El cantón de Thouars-2 era una división administrativa francesa, que estaba situada en el departamento de Deux-Sèvres y la región de Poitou-Charentes.

## Composición
El cantón estaba formado por seis comunas, más una fracción de comuna, más una fracción de la comuna que le daba su nombre:
- Argenton-l'Église[2] (fracción)
- Brion-près-Thouet
- Louzy
- Mauzé-Thouarsais
- Sainte-Radegonde
- Sainte-Verge
- Saint-Martin-de-Sanzay
- Thouars (fracción)

## Supresión del cantón de Thouars-2
En aplicación del Decreto n.º 2014-176 de 18 de febrero de 2014, el cantón de Thouars-2 fue suprimido el 22 de marzo de 2015 y sus 8 comunas pasaron a formar parte; cinco del nuevo cantón de Thouars y tres del nuevo cantón de Valle de Thouet.